# Piotrówek (Legnica)
Pour les articles homonymes, voir Piotrówek.
Piotrówek est une localité polonaise de la gmina de Kunice, située dans le powiat de Legnica en voïvodie de Basse-Silésie.